# Hartmut Renner

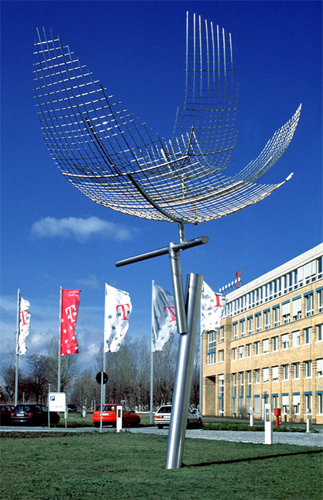
Antesa, kinetische Skulptur, Edelstahl, Höhe 11 m, Telekom AG Halle / Saale, 1999

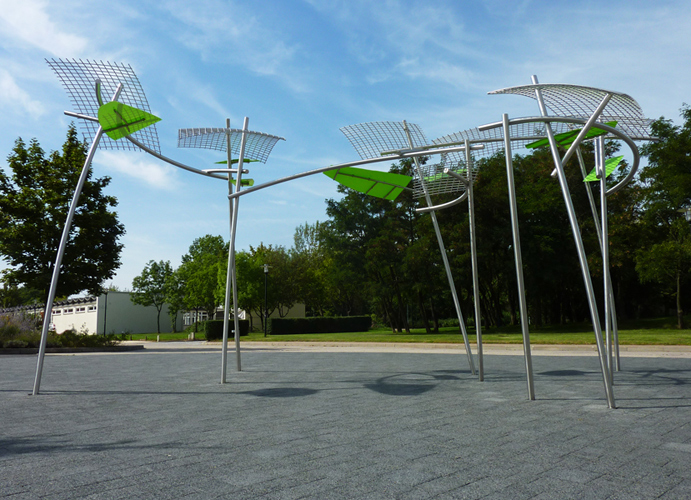
Netzwerk, Skulptur Edelstahl/Acrylglas, Technische Hochschule Merseburg, 2011

Hartmut Renner (* 18. Dezember 1951 in Kleinfurra, Thüringen) ist ein zeitgenössischer deutscher Metallbildhauer.

## Leben
Hartmut Renner studierte von 1975 bis 1980 Metallgestaltung bei Irmtraud Ohme an der damaligen Hochschule für industrielle Formgestaltung Halle, Burg Giebichenstein. Nach der Diplomierung hatte Hartmut Renner eine zweijährige Aspirantur bei Irmtraud Ohne inne. Seit 1982 ist er freischaffender Metallbildhauer.
Ausstellungen und auch Symposien im In- und Ausland prägten insbesondere Renners Wirken in den Jahren nach der politischen Wende in Deutschland. Dazu zählen u. a. das Projekt Kunst im Stadtraum (Brüssel/Berlin, 1996/1997), seine Teilnahme an Ausstellungen und Symposien Internationale Bildhauer Kopenhagen, Darmstädter Sezession, Internationales Kunst- und Architekturprojekt Berlin-Hellersdorf (1994) und von 1997 bis 2000 Landschaftskunstprojekte für die Weltausstellung EXPO 2000. Seine Arbeiten werd auch im Buch Die Metaller der Burg – Von der angewandten Metallkunst zur Stahlplastik aufgegriffen. Hartmut Renner lebt in Halle (Saale) und ist Mitglied des Verbandes bildender Künstler.

## Wirken

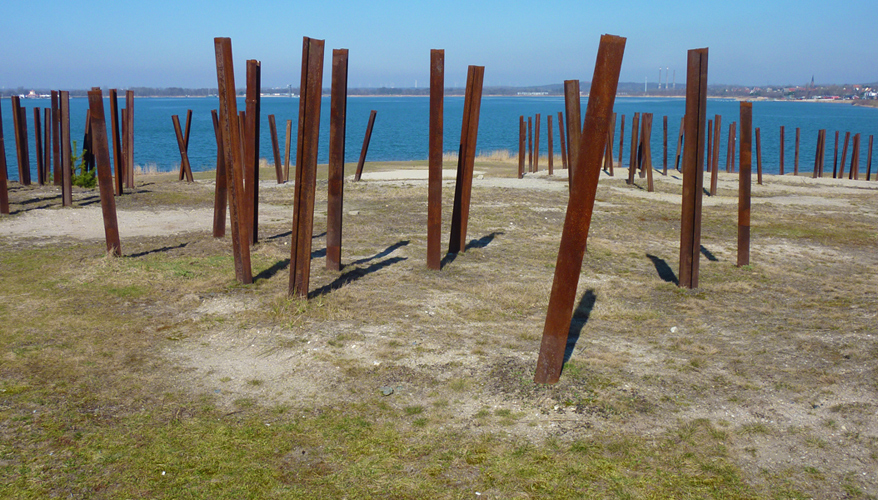
Haut, Landschaftskunstprojekt EXPO 2000, Landschaftspark Goitzsche, 1997–2001

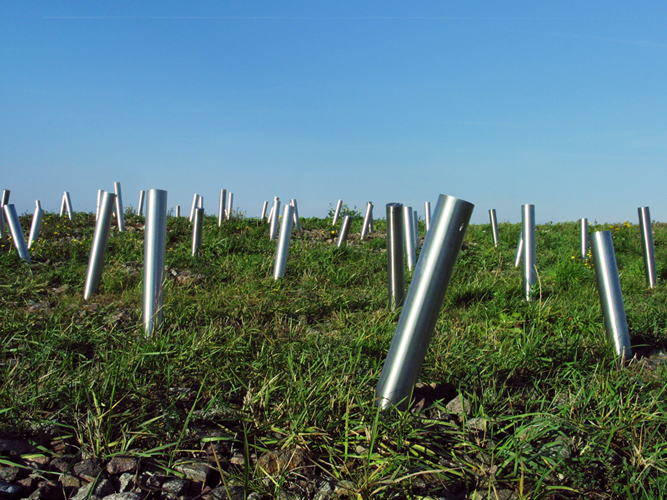
Haut, Landschaftskunstprojekt EXPO 2000, Landschaftspark Goitzsche, 1997–2001

Renner beschäftigt besonders die sensible Wahrnehmung von Räumen und Strukturen, Landschaft wird für ihn zum Gegenstand der Kunst. Zum bedeutendsten Schaffen zählt die durch seine Werke wahrnehmbare Veränderung der Goitzschelandschaft, ähnlich einem künstlichen Häutungsprozess, das Projekt erhielt daher auch die Bezeichnung Die Haut. Das ehemalige Tagebaugebiet wandelte sich zum „weltgrößten Kunstprojekt“, welches im Zuge der Weltausstellung EXPO 2000 entstand. Hartmut Renner gestaltete mit dem mehrjährigen Projekt vor allem die ständige Veränderung der Landschaft im nördlichen Bereich der Halbinsel Pouch. Im Jahr 2001 erhielt das Gesamtprojekt Landschaftspark Goitzsche in den Kategorien „Planung“ und „Design“ den EDRA/PLACES Award. Das war das erste deutsche Projekt mit einer solchen internationalen Auszeichnung.

## Werke im öffentlichen Raum (Auswahl)

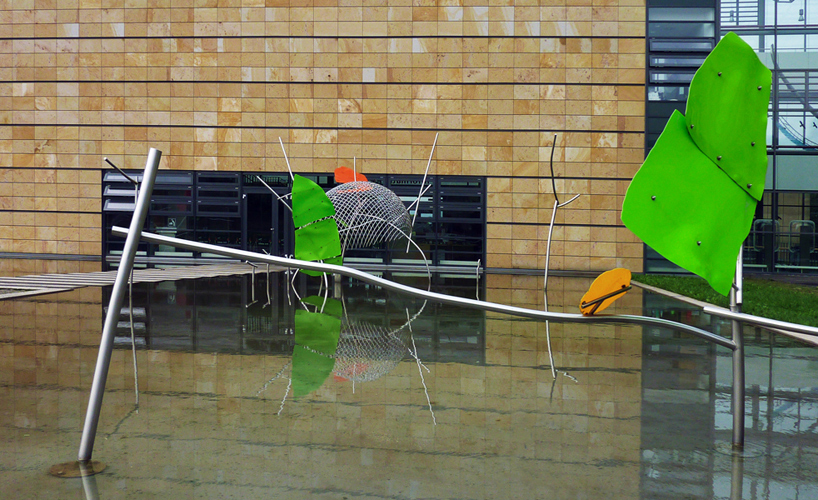
Wassergarten, kinetische Installation, Edelstahl/Acrylglas, Universitätsklinikum Jena, 2007

Renners Plastiken, zumeist aus Metall, sind auch Teil weiterer öffentlicher Räume. Häufig gestaltet er Bewegungselemente.

– chronologisch geordnet-.
- 1990: Tiere Tore, 3-teilige Skulpturengruppe Stahl farbig (Höhe bis 3,50 Meter, Breite bis 5,00 Meter, Länge bis 8,00 Meter – jeweils je nach Platzierung), bis 2020 Stadt Jena, jetzt Furth im Wald als Dauerleihgabe der Marion-Ermer-Stiftung
- 1993: Arc de Potsdam, zusammen mit Grégory Anachkov; Potsdam, Am Kanal 7 Ecke Charlottenstraße;
 Stahl und Aluminium, Gesamthöhe sechs Meter[2]
- 1995: Garten blau, Skulpturengruppe Stahl farbig, Stadt Wittenberg
- 1996: Drei Säulen, kinetische Skulptur, Edelstahl, Dessau
- 1997–2000: Haut, Landschaftskunstprojekt EXPO 2000, Landschaftspark Goitzsche
- 1998: Garten gelb, kinetische Skulpturengruppe, Edelstahl/Acrylglas, LOandesbehördenzentrum Frankfurt (Oder)
- 1999: Antesa, kinetische Skulptur, Edelstahl, Höhe 11 m, Telekom AG Halle (Saale)
- 2001: Halme, kinetische Installation, Edelstahl, Fachhochschule Schmalkalden
- 2007: Findling, begehbare Edelstahl-Skulptur, Skulpturenweg Fläming, Kunstwanderweg Hoher Fläming
- 2007: Wassergarten, kinetische Installation, Edelstahl/Acrylglas, Universitätsklinikum Jena
- 2011: netzwerk, Skulptur Edelstahl/Acrylglas, Technische Hochschule Merseburg
- 2018: Hofgärten, kinetische Installation, Edelstahl/Acrylglas, Universitätsklinikum Jena
- 2019: Drei tanzende Säulen, Erinnerung an das zerstörte Herzogliches Hoftheater, kinetische Skulptur, Edelstahl, Höhe 5 m, Bauhaus Museum Dessau